# Alonso Fernández de Avellaneda
Alonso Fernández de Avellaneda ist das Pseudonym eines spanischen Autors, der eine Fortsetzung des Don Quijote von Miguel de Cervantes geschrieben hat. Seine wahre Identität ist nicht bekannt, es gibt aber viele Theorien hierzu.
Als der zweite Teil des Don Quijote von Cervantes angekündigt war und vom Publikum erwartet wurde, erschien im Sommer 1614 in Tarragona eine Fortsetzung des Romans unter diesem Pseudonym. In der Vorrede beleidigt Fernández Cervantes und verspottet ihn als alten, verbitterten Mann. In seinem Roman wird die Geschichte von Don Quijote und Sancho Panza auf vereinfachte Weise weitergeführt. „Don Quijote muss den lächerlichen Narren spielen und Sancho den dummen, vulgären Fresser.“
Cervantes bezieht sich in seinem zweiten Teil, der im Jahr 1615 erschien, explizit auf die Fortsetzung von Fernández de Avellaneda und rächt sich dabei „auf äußerst geistvolle Weise“. Gegen Ende des Romans, in Kapitel 59, treffen Don Quijote und Sancho Pansa auf Figuren, die diesen Roman bereits gelesen haben. Eine Figur von Fernández, den Morisken Don Álvaro Tarfe, lässt Cervantes in seinem zweiten Teil auftreten. Dieser bekommt erhebliche Selbstzweifel, wer nun der echte Don Quijote und der echte Sancho Panza ist, und schließlich bekennt er in dem Roman, dass nur die Personen von Cervantes die echten sein können. Außerdem geht Cervantes in seinem Vorwort auf Fernández ein: „Du hättest gern, dass ich ihn als Esel, als Grützkopf und als Dreistling beschimpfe, doch ich denke nicht daran: Soll ihn die eigene Sünde strafen, soll ers selber auslöffeln, was er sich eingebrockt hat.“